# Ronei Gleison Rodrigues dos Reis
Ronei Gleison Rodrigues dos Reis oder kurz Roni (* 26. Juni 1991 in São José dos Campos) ist ein brasilianischer Fußballspieler.

## Karriere
Maurício Ramos startete seine Profikarriere 2012 bei Mogi Mirim EC. Bereits 2013 wechselte er zum FC São Paulo. Bei diesem Verein wurde er nicht durchgängig im Kader behalten, sondern überwiegend als Leihspieler an andere brasilianische Klubs abgegeben.
Für die Saison 2016/17 verpflichtete ihn der südtürkische Aufsteiger Adanaspor aus der türkischen Süper Lig als Leihgabe.